# Ekatarina Nemaškalo
Ekaterina Nemaškalo (født 31. Juli 1989 i Brovari) er en ukrainsk/kroatisk håndboldspiller, som spiller for RK Podravka Koprivnica og Kroatiens håndboldlandshold.